# A Patra Republică Franceză
A Patra Republică este numele dat sistemului politic de stat republican în Franța din iunie 1944 până în octombrie 1958, de la adoptarea constituției din 13 octombrie 1946 până la adoptarea constituției celei de a cincea Republici în octombrie 1958.
Din multe puncte de vedere a reprezentat o continuare a celei de a treia republici ce a existat înaintea războiului. A păstrat aceeași caracteristică de sistem politic parlamentar instabil cu guverne incapabile să obțină sprijinul Parlamentului, în cei 12 ani de existență ai republicii existând 24 de guverne. Din punct de vedere economic Franța a început reconstrucția de după cel de al doilea război mondial ce a dus la un avânt economic. Din punct de vedere al relațiilor internaționale, odată cu semnarea Tratatului de la Roma Franța a pus bazele Uniunii Europene iar după înfrângerea din Indochina a demarat un proces de decolonizare. Incapacitatea de a rezolva criza din Algeria, parte integrantă a Franței în acea perioadă, a dus la dizolvarea republicii odată cu editarea constituției celei de a cincea republici sub îndrumarea generalului Charles de Gaulle.